# Julianus pinimus
Julianus pinimus é uma espécie de anfíbio da família Hylidae. Endêmica do Brasil, onde pode ser encontrada na Serra do Cipó no estado de Minas Gerais.